# Tecnam P2002 Sierra
Il Tecnam P2002 è un aereo ultraleggero biposto, usato anche in aviazione generale, monomotore con ala bassa, carrello fisso triciclo ed elica a passo fisso, nonostante sia presente in aviazione generale anche la versione con elica a passo variabile, prodotto dall'azienda italiana Tecnam.

## Storia
Novità assoluta per un ultraleggero prodotto dalla Tecnam, l'ala del P2002 Sierra è stata progettata usando il software CATIA rastremando i profili della serie NACA 63 con una freccia moderata sul  bordo d'attacco e più accentuata su quello di uscita, abbandonando quindi l'ala rettangolare che fino ad allora avevano caratterizzato  gli ultraleggeri prodotti dall'azienda.

## Versioni
P2002 JF
Versione con carrello di atterraggio fisso.
P2002 JR
Versione con carrello di atterraggio retrattile idraulicamente.
P2002 Sierra RG
Versione con carrello di atterraggio retrattile pneumatico azionato da un generatore elettrico.
P2002 Sierra Turbo
Versione con elica a passo variabile.

## Utilizzatori

### Civili
Polonia
- Bartolini Air

2 P2002JF consegnati.

### Militari
Argentina
- Fuerza Aérea Argentina

8 P2002JF acquisiti con un contratto di leasing per 18 mesi e 5.846 ore di volo nel 2016. Tutti in servizio all'ottobre 2019. Ulteriori P2002JF acquistati nel 2023 e ricevuti il 23 agosto 2024.
 Grecia
- Polemikí Aeroporía

12 P2002JF ordinati a maggio 2018. Il primo esemplare è stato consegnato l'11 ottobre 2018 e tutti gli aerei risultano operativi al marzo 2021.

## Galleria d'immagini

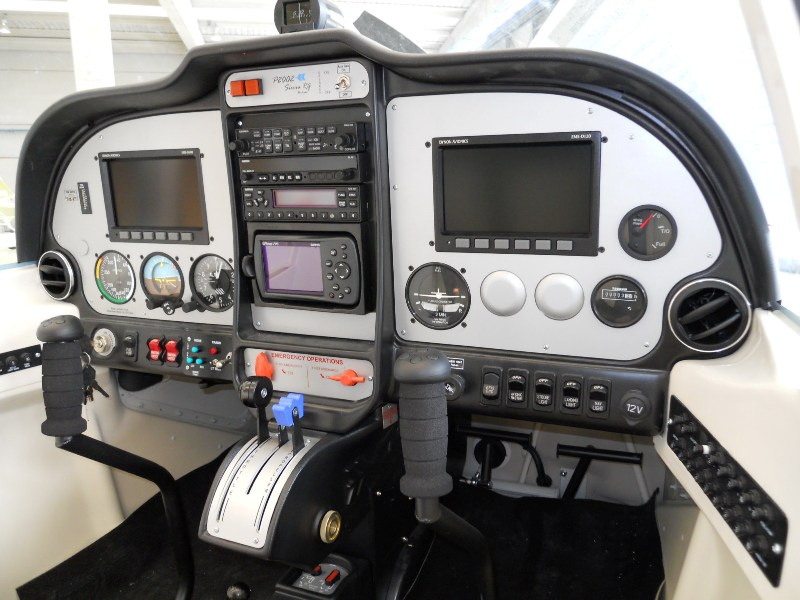
Particolare del glass cockpit, montato su un P2002.
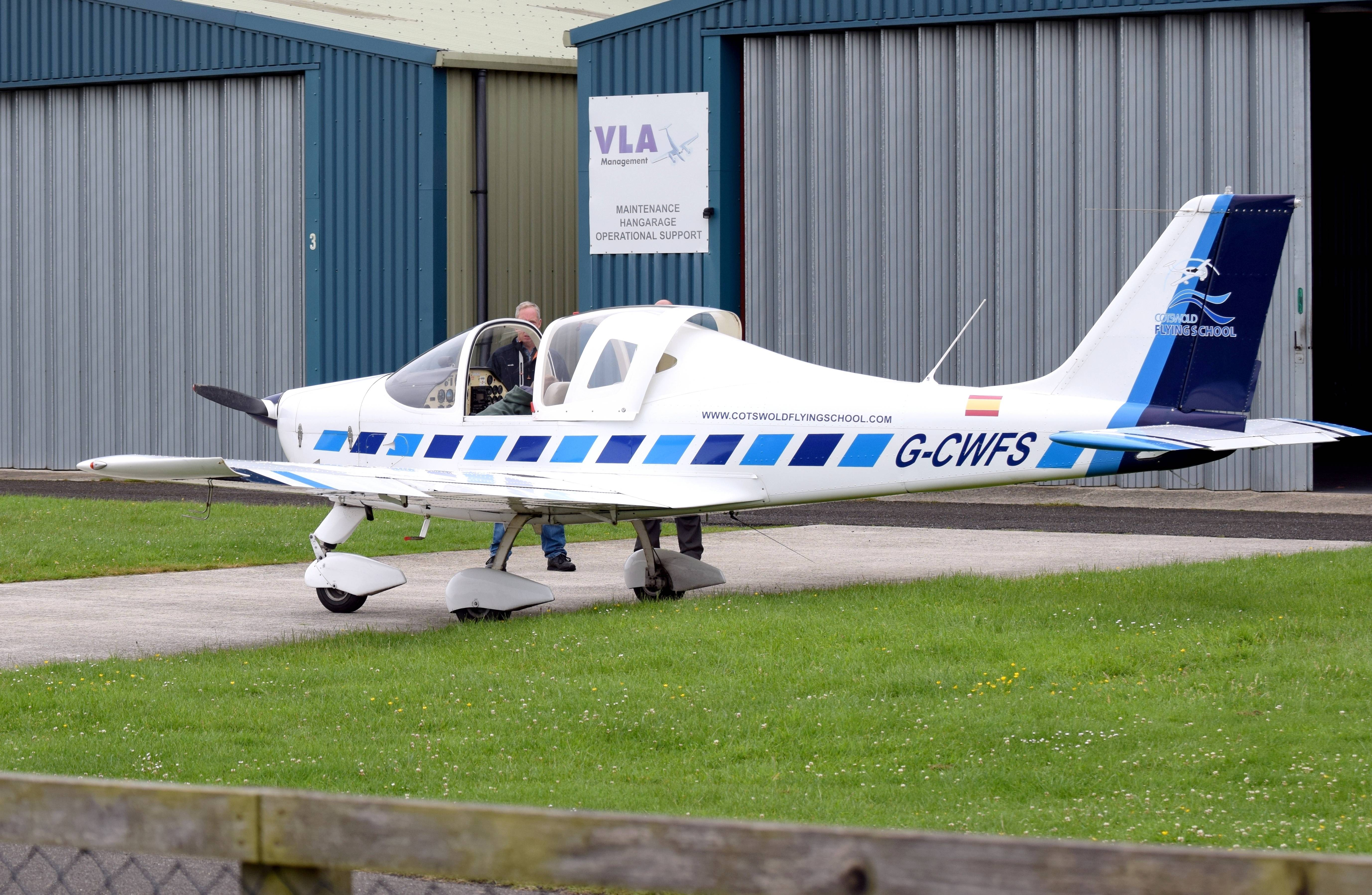
Particolare della parte posteriore del P2002.
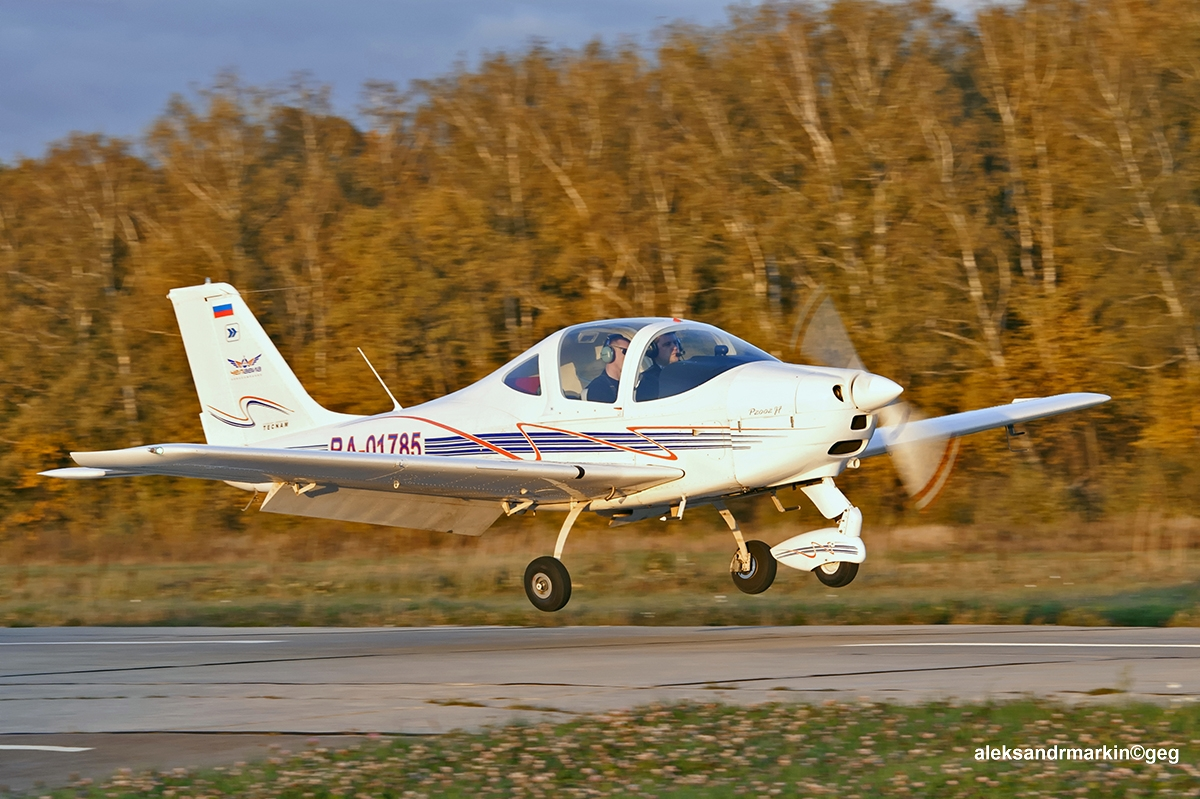
Un P2002JF in fase di atterraggio.
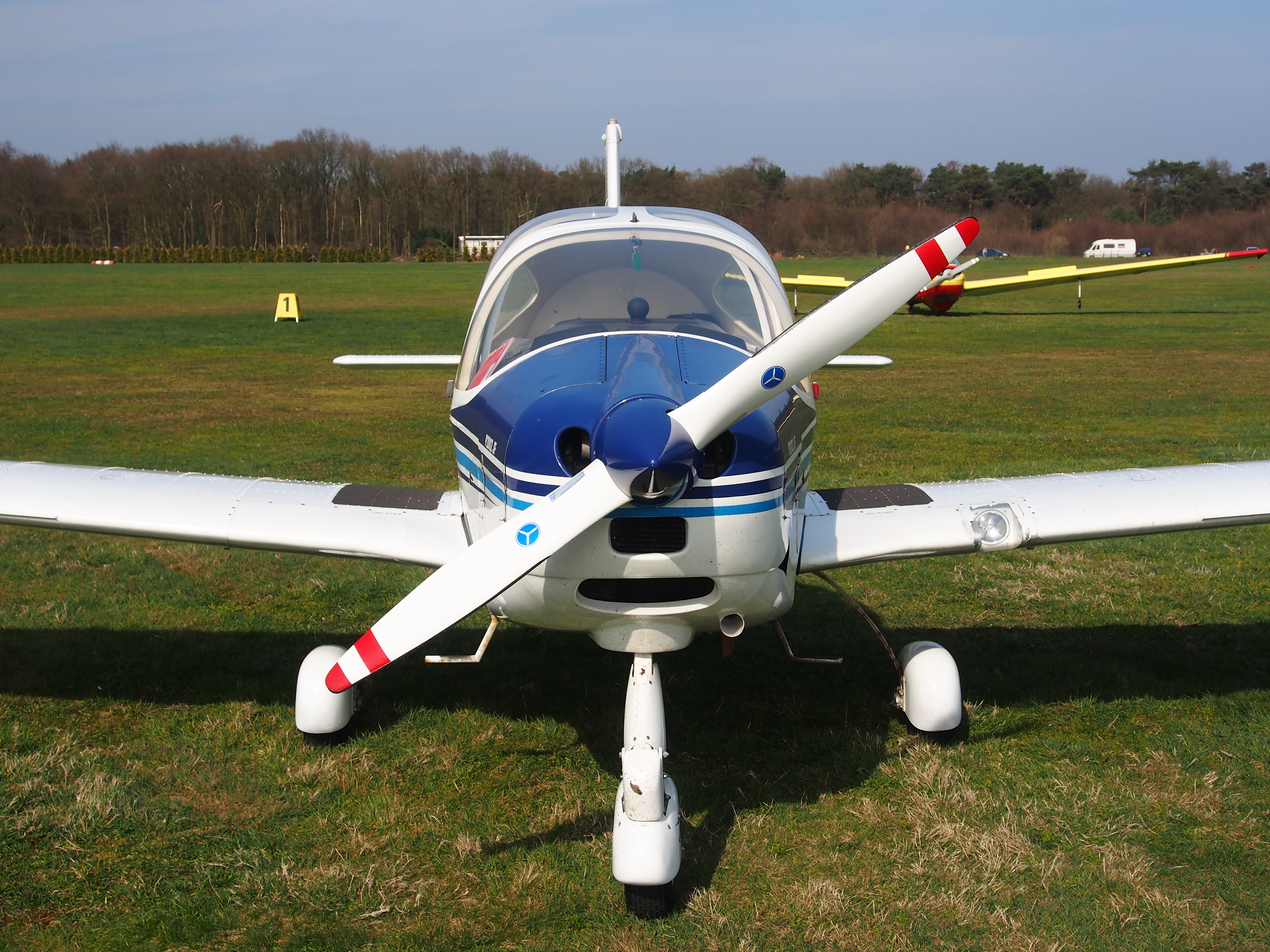
Particolare della parte anteriore di un P2002.
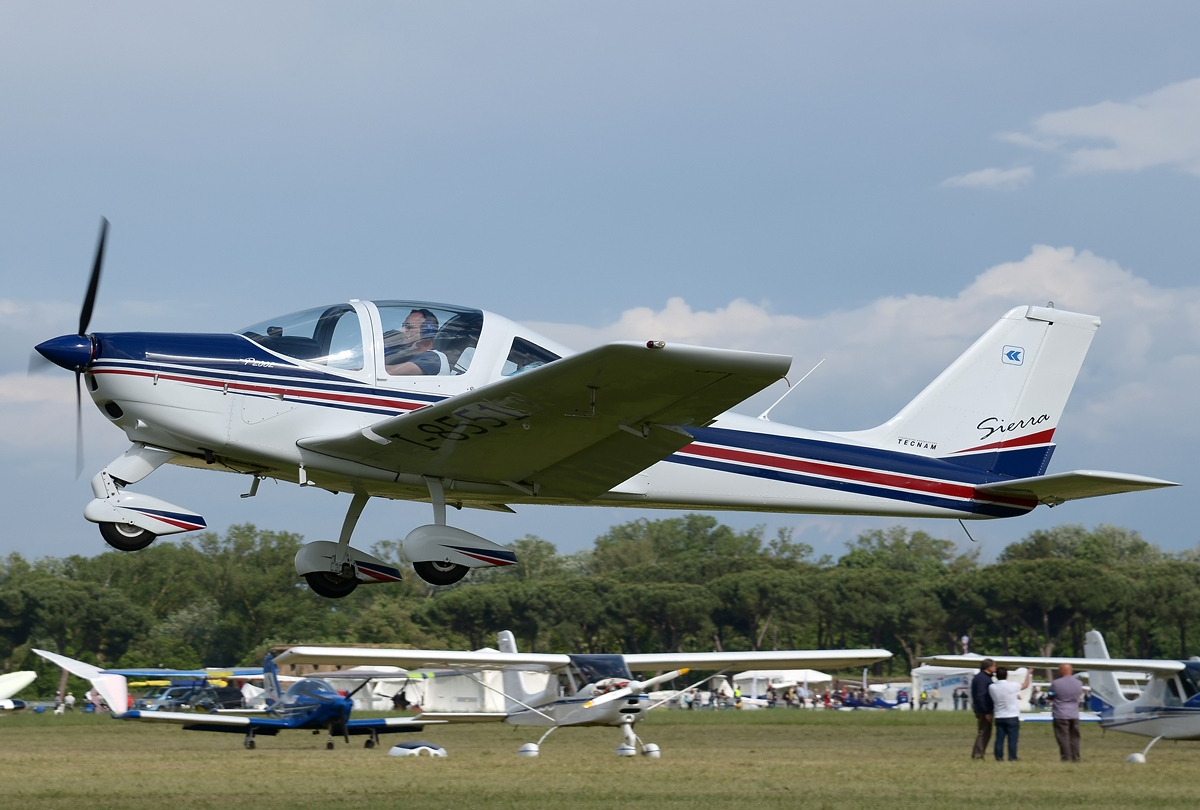
P2002Sierra in fase di decollo